# FC Nantes
Football Club de Nantes (tiếng Breton: Naoned; Gallo: Naunnt), thường được gọi là FC Nantes hoặc đơn giản là Nantes (IPA: [nɑ̃t] ⓘ) là một câu lạc bộ bóng đá Pháp có trụ sở tại Nantes, Pays de la Loire. Câu lạc bộ được thành lập vào ngày 21 tháng 4 năm 1943, trong Thế chiến II, là kết quả của các câu lạc bộ địa phương có trụ sở tại thành phố cùng nhau thành lập một câu lạc bộ lớn. Từ năm 1992 đến 2007, câu lạc bộ được gọi là FC Nantes Atlantique trước khi trở lại tên hiện tại vào đầu mùa giải 2007-08. Nantes đang chơi ở Ligue 1, giải bóng đá cao nhất nước Pháp.
Nantes có trang phục truyền thống là màu vàng, xanh lá. Câu lạc bộ này nổi tiếng với nickname Les Canaries tức "Chim Hoàng yến".
Nantes là một trong những câu lạc bộ thành công nhất trong bóng đá Pháp, đã giành được tám lần vô địch Ligue 1, ba chiến thắng Coupe de France và vô địch Coupe de la Ligue một lần.
Nantes hiện vẫn là đội bóng duy nhất của Pháp có thành tích bất bại 32 trận trong mùa giải 1994/95, đồng thời trong mùa giải đó, Nantes cũng giữ kỉ lục có số trận thua ít nhất một mùa giải với một trận. Nantes cũng là đội giữ kỉ lục không thua trên sân nhà  tại Ligue 1 với 92 trận, từ 15 tháng 5 năm 1976 đến 7 tháng 4 năm 1981, và tham gia Ligue 1 liên tục lâu nhất với 43 mùa bóng trước khi bị xuống hạng vào mùa giải 2005–06.
Câu lạc bộ được biết tới với slogan jeu à la nantaise ("lối chơi của Nantes") đã từng sản sinh những cầu thủ nối tiếng của bóng đá Pháp như Marcel Desailly, Didier Deschamp, Mickaël Landreau, Claude Makelele, Christian Karembeu và Jérémy Toulalan.

## Lịch sử
Câu lạc bộ được thành lập vào năm 1943. Trận đấu đầu tiên được chơi bởi Nantes với tư cách là một đội chuyên nghiệp đã diễn ra tại Stade Olympique de Colombiaes với CA Paris, nơi Nantes chiến thắng 2-0. Trận đấu đầu tiên trên sân nhà là thất bại với cùng tỷ số trước Troyes. Câu lạc bộ đã kết thúc vị trí thứ năm vào cuối mùa giải đầu tiên sau đó quản lý của câu lạc bộ Aimé Nuic rời câu lạc bộ sau một cuộc tranh chấp, và đã được Antoine Raab, người tiếp quản vai trò huấn luyện viên. Sau khi thắng 16 trận liên tiếp, Nantes thua 9-0 trước Sochaux.

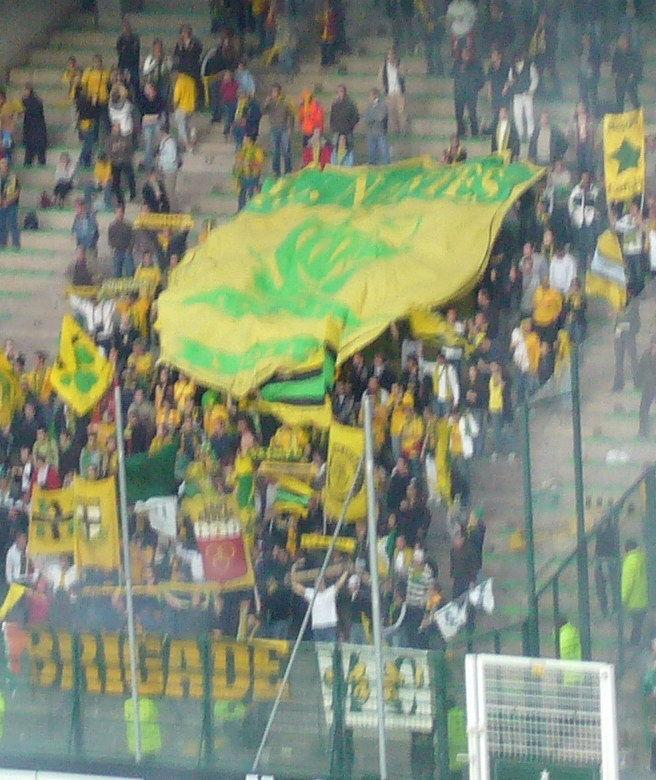
Những cổ động viên ở một trận đấu trên sân khách

Vào tháng 7 năm 1991, câu lạc bộ tái lập Jean-Claude Suaudeau, và vào tháng 7 năm 1992, sau khi trải qua hai tuần ở giải hạng hai do một quyết định hành chính của DNCG (cơ quan quản lý tài chính của bóng đá Pháp), FC Nantes được đổi tên thành FC Nantes Atlantique, và đã có thể chiếm vị trí của nó trong giải đấu cao nhất trở lại. Họ đã giành chức vô địch Pháp năm 1994/95  và năm 2000/01. Năm 2005, Nantes tránh được việc xuống hạng trong ngày cuối cùng của mùa giải bằng cách đánh bại Metz với tỷ số 1-0. Vào năm 2007, Nantes đã xếp cuối cùng ở Ligue 1 và bị xuống hạng ở Ligue 2 sau khi trải qua 44 mùa giải liên tiếp ở Ligue 1. Vào năm 2008, Nantes đã được thăng hạng trở lại Ligue 1 ở lần thử đầu tiên nhưng mùa giải tiếp theo họ bị xuống hạng trở lại Ligue 2 sau khi kết thúc thứ 19 trên BXH. Sau khi trải qua 3 mùa giải ở Ligue 2, Nantes một lần nữa được thăng hạng lên Ligue 1 vào năm 2013. Trong mùa giải đầu tiên của họ trở lại trong giải đấu hàng đầu, Nantes trụ hạng khi kết thúc thứ 13 trên bảng xếp hạng. Sau hai năm ổn định, ở mùa giải Ligue 1 2016/2017, Nantes đã hoàn thành thứ 7 trên bảng xếp hạng. Mùa giải 2017/2018, cựu huấn luyện viên của Leicester City, Claudio Ranieri, tiếp quản vị trí HLV và sau 10 trận phụ trách, ông đưa Nantes đứng thứ 3 trên bàn chỉ sau 2 đội bóng chi tiêu lớn Paris Saint-Germain và AS Monaco. Trong nửa sau của mùa giải 2017/2018, Nantes chỉ giành được 3 trận thắng và đứng thứ 9 trên BXH. Claudio Ranieri cũng tuyên bố rời khỏi câu lạc bộ chỉ sau một mùa giải.
Mùa giải 2018/2019, Nantes bổ nhiệm Vahid Halilhodžić làm quản lý mới. Vào tháng 1 năm 2019, câu lạc bộ đã rung chuyển bởi tin tức rằng cựu cầu thủ Emiliano Sala đã chết trong một vụ tai nạn máy bay trên Kênh Anh. Nantes sẽ kết thúc mùa giải ở vị trí thứ 12. Câu lạc bộ được có một mùa giải hỗn hợp với điểm nổi bật là một chiến thắng buồn bã trước Paris Saint-Germain và cũng tuyên bố chiến thắng trước Marseille và Lyon.

## Sân vận động

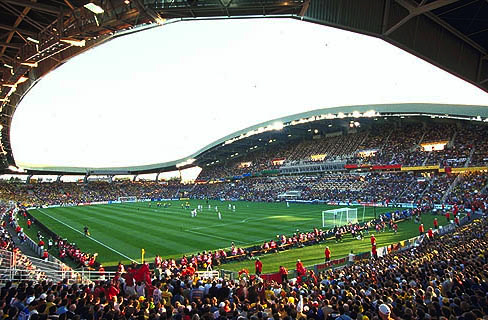
Stade de la Beaujoire, còn được gọi là Stade de Nantes

Sân nhà của Nantes từ năm 1984 là Stade de la Beaujoire-Louis Fontenau, có sức chứa 38.128. Sân vận động cũ của FC Nantes là The Stade Marcel Saupin mà câu lạc bộ đã chơi từ năm 1937 đến 1984. Một sân vận động mới dự kiến sẽ được xây dựng và thay thế Stade de la Beaujoire-Louis Fontenau làm sân nhà của Nantes vào năm 2022.

## Cầu thủ

### Đội hình hiện tại
Tính đến ngày 30/8/2024.
Ghi chú: Quốc kỳ chỉ đội tuyển quốc gia được xác định rõ trong điều lệ tư cách FIFA. Các cầu thủ có thể giữ hơn một quốc tịch ngoài FIFA.
| Số | VT | Quốc gia    | Cầu thủ                               |
| -- | -- | ----------- | ------------------------------------- |
| 1  | TM | Pháp        | Alban Lafont                          |
| 2  | HV | Haiti       | Jean-Kévin Duverne                    |
| 3  | HV | Pháp        | Nicolas Cozza (mượn từ VfL Wolfsburg) |
| 4  | HV | Pháp        | Nicolas Pallois                       |
| 5  | TV | Tây Ban Nha | Pedro Chirivella (đội trưởng)         |
| 6  | TV | Brasil      | Douglas Augusto                       |
| 7  | TĐ | Cameroon    | Ignatius Ganago                       |
| 8  | TV | Pháp        | Johann Lepenant (mượn từ Lyon)        |
| 10 | TĐ | Zimbabwe    | Tino Kadewere                         |
| 11 | HV | Guadeloupe  | Marcus Coco                           |
| 17 | TV | Bờ Biển Ngà | Jean-Philippe Gbamin                  |

| Số | VT | Quốc gia  | Cầu thủ                                  |
| -- | -- | --------- | ---------------------------------------- |
| 21 | HV | Cameroon  | Jean-Charles Castelletto (đội phó)       |
| 22 | TV | Wales     | Sorba Thomas (mượn từ Huddersfield Town) |
| 25 | TV | Pháp      | Florent Mollet                           |
| 27 | TĐ | Nigeria   | Moses Simon                              |
| 28 | HV | Pháp      | Fabien Centonze                          |
| 30 | TM | Thụy Điển | Patrik Carlgren                          |
| 31 | TĐ | Ai Cập    | Mostafa Mohamed                          |
| 39 | TĐ | Pháp      | Matthis Abline                           |
| 44 | HV | Pháp      | Nathan Zézé                              |
| 50 | TM | Pháp      | Hugo Barbet                              |
| 98 | HV | Pháp      | Kelvin Amian                             |

### Cho mượn
Ghi chú: Quốc kỳ chỉ đội tuyển quốc gia được xác định rõ trong điều lệ tư cách FIFA. Các cầu thủ có thể giữ hơn một quốc tịch ngoài FIFA.
| Số | VT | Quốc gia | Cầu thủ                                       |
| -- | -- | -------- | --------------------------------------------- |
| —  | TV | Pháp     | Yassine Benhattab (tại Aubagne đến 30/6/2025) |

| Số | VT | Quốc gia | Cầu thủ                                    |
| -- | -- | -------- | ------------------------------------------ |
| —  | TV | Sénégal  | Lamine Diack (tại Hatayspor đến 30/6/2025) |

### Đội hình dự bị
Tính đến 20 tháng 3 năm 2022
Ghi chú: Quốc kỳ chỉ đội tuyển quốc gia được xác định rõ trong điều lệ tư cách FIFA. Các cầu thủ có thể giữ hơn một quốc tịch ngoài FIFA.
| Số | VT | Quốc gia | Cầu thủ       |
| -- | -- | -------- | ------------- |
| 33 | TV | Pháp     | Gor Manvelyan |
| —  | TM | Pháp     | Lucas Bonelli |
| —  | TM | Pháp     | Nassim Badri  |
| —  | TM | Pháp     | Anthony Robin |
| —  | HV | Pháp     | Victor Daguin |

| Số | VT | Quốc gia        | Cầu thủ          |
| -- | -- | --------------- | ---------------- |
| —  | HV | Pháp            | Yannis M'Bemba   |
| —  | HV | Pháp            | Wesley Moustache |
| —  | HV | Pháp            | Ryan Sabry       |
| —  | HV | Guinée          | Abdoulaye Sylla  |
| —  | TV | Guinea Xích Đạo | Santiago Eneme   |
| —  | TV | Pháp            | Mathis Thévenin  |

### Số áo giải nghệ
Ghi chú: Quốc kỳ chỉ đội tuyển quốc gia được xác định rõ trong điều lệ tư cách FIFA. Các cầu thủ có thể giữ hơn một quốc tịch ngoài FIFA.
| Số | VT | Quốc gia  | Cầu thủ                |
| -- | -- | --------- | ---------------------- |
| 9  | TĐ | Argentina | Emiliano Sala (di cảo) |

### Cựu cầu thủ đáng chú ý
Dưới đây là những cựu cầu thủ đáng chú ý đã từng đại diện cho Nantes trong các giải đấu và thi đấu quốc tế kể từ khi câu lạc bộ được thành lập vào năm 1943. Để xuất hiện trong phần dưới đây, một cầu thủ phải chơi trong ít nhất 100 trận đấu chính thức cho câu lạc bộ. 
Để có danh sách đầy đủ các cầu thủ FC Nantes, xem Thể loại:Cầu thủ bóng đá FC Nantes
{{columns-list|colwidth=16em|
- Loïc Amisse
- Sylvain Armand
- William Ayache
- Bruno Baronchelli
- Jean-Paul Bertrand-Demanes
- Bernard Blanchet
- Maxime Bossis
- Vincent Bracigliano
- Robert Budzynski
- Eric Carrière
- Frédéric Da Rocha
- Marcel Desailly
- Didier Deschamps
- Jean-Michel Ferri
- Nicolas Gillet
- Philippe Gondet
- Jocelyn Gourvennec
- Christian Karembeu
- Antoine Kombouaré
- Mickaël Landreau
- Yvon Le Roux
- Patrice Loko
- Claude Makélélé
- Henri Michel
- Olivier Monterrubio
- Jean-Claude Osman
- Nicolas Ouédec
- Dimitri Payet
- Éric Pécout
- Reynald Pedros
- Gilles Rampillon
- Patrice Rio
- Omar Sahnoun
- Nicolas Savinaud
- Jean-Claude Suaudeau
- Jérémy Toulalan
- José Touré
- Thierry Tusseau
- Stéphane Ziani
- Valentin Rongier
- Djamel Abdoun
- Ángel Bargas
- Jorge Burruchaga
- Mauro Cetto
- Néstor Fabbri
- Ángel Marcos
- Oscar Muller
- Julio Olarticoechea
- Emiliano Sala
- Victor Trossero
- Michel Der Zakarian
- Franky Vercauteren
- Vahid Halilhodžić
- Salomon Olembé
- Japhet N'Doram
- Mario Yepes
- Erich Maas
- Noureddine Naybet
- Jaouad Zairi
- Samson Siasia
- Robert Gadocha
- Roman Kosecki
- Viorel Moldovan
- Claudiu Keșerü
- Mo Johnston
- Marama Vahirua
- Imed Mhedhebi
- Adel Sellimi
- Alejandro Bedoya

## Danh hiệu

### Thi đấu trong nước
- Ligue 1
  - Vô địch (8): 1964-65, 1965-66, 1972-73, 1976-77, 1979-80, 1982-83, 1994-95, 2000-01
- Coupe de Pháp
  - Vô địch (3): 1978-1979, 1998-1999, 1999-2000
- Coupe de la Ligue
  - Vô địch (1): 1964 Từ 65
- Siêu cúp Pháp
  - Vô địch (3): 1965, 1999, 2001

### Cuộc thi quốc tế
- UEFA Champions League
  - Bán kết (1): 1995-96
- UEFA Cup
  - Bán kết (1): 1979-80
- Cúp Alps
  - Vô địch (1): 1982